# Roller Champions
Roller Champions ist ein Roller-Derby-Simulations-Videospiel, das von Ubisoft Montreal, einem Entwicklerstudio, welches zu Ubisoft Entertainment S.A. gehört, entwickelt wurde. Das Spiel wurde im Mai 2022 für Microsoft Windows, PlayStation 4, PlayStation 5, Xbox One und Xbox Series veröffentlicht. Es wurde auf der E3 2019 in Los Angeles angekündigt und läuft auf einem Free-to-play-Modell.

## Spielprinzip
Roller Champions ist ein 3v3 kompetitives Mehrspieler-Sportspiel, das aus der Third-Person-Perspektive gespielt wird. In diesem Spiel treten zwei Teams von Spielern gegeneinander an, um innerhalb von sieben Minuten fünf Punkte zu erzielen, indem sie einen Ball in ein Tor werfen. Um ein Tor zu erzielen, muss ein Spieler in Ballbesitz gelangen und mindestens eine Runde Rollschuh laufen, ohne von Gegnern unterbrochen zu werden. Nachfolgende Runden können von anderen Mitspielern beendet werden, indem ihnen der Ball zugespielt wird. Die Spieler können mehr Punkte pro Tor erzielen, indem sie mehr Runden absolvieren, allerdings gehen ihre Fortschritte verloren, wenn sie von Gegnern gestoppt werden. Wenn eine Mannschaft in Ballbesitz kommt, muss eine andere versuchen, den Gegner anzugreifen und umzustoßen, obwohl solche Angriffe ausgewichen werden können. Die Spieler gewinnen mehr Anhänger, wenn sie ein Spiel gewinnen, was es ihnen ermöglicht, sich in Spielen mit größeren Zuschauermengen zu messen. Der Spieler-Avatar und seine Ausrüstung sowie die Outfits der Fans können mit verschiedenen Kosmetikartikeln frei gestaltet werden.

## Entwicklung
Ubisoft hat das Spiel während ihrer Pressekonferenz auf der E3 2019 offiziell angekündigt.
Eine Pre-Alpha, sowie eine closed Alpha und closed Beta waren jeweils vom 10. bis zum 14. Juni 2019, vom 11. März bis zum 23. März 2020 und vom 17. Februar bis zum 1. März 2021 über Uplay (jetzt Ubisoft Connect) verfügbar.
In einem Entwickler-Stream bestätigte Ubisoft, dass sich das Spiel in der Entwicklung für Microsoft Windows, Xbox One, PlayStation 4, Nintendo Switch.
Das Spiel wurde am 25. Mai 2022 veröffentlicht.